# Guillermo A. Lemarchand
Guillermo A. Lemarchand (Buenos Aires, Argentina, 25 de octubre de 1963) es un físico argentino. Fue director del programa SETI META II financiado por The Planetary Society en Instituto de radioastronomía de Argentina (1996-2010). Trabajó en el Centro de Estudios Avanzados de la Universidad de Buenos Aires. Al seno del SETI, ha escrito numerosos artículos sobre los problemas de detección. Desde 1993, es el editor de los Bioastronomy News, revista Internacional Astronomical Unión, y de The Planetary Society. Académico de la Sección de las ciencias de la Academia Internacional de Astronáutica (IAA). Desde 2008 se desempeña como Consultor principal de la Organización de las Naciones Unidas para la Educación, la Ciencia y la Cultura (UNESCO).

## Algunos de sus libros (como autor o editor)
- Inteligencia Extraterrestre, A.A. Cocca, F.R. Colomb, G.A. Lemarchand y otros. Casa de Cultura de Córdoba, Córdoba (1988)

- Scientists, Peace and Disarmament, G.A. Lemarchand & A.R. Pedace, eds, World Scientific Co., Singapore, London & Nueva York, (1988)

- El Llamado de las Estrellas, Lugar Editorial, Buenos Aires (1992)

- Vida y Cosmos, Julio Fernández y otros, EDISA, Montevideo (1995)

- The Search for Extraterrestrial Inteligencia SETI in the Optical Spectrum II, S. A. Kingsley & G. A. Lemarchand, eds. SPIE Conference Proceedings, v. 2704, Internacional Society for Optical Engineering, Washington, D.C. (1996)

- J. Chela-Flores, G. A. Lemarchand y J. Oró, eds. "Origins: From the Big Bang to the Civilizations: Introducción to Astrobiology", Kluwer Academic Press and Springer (2000),

- G.A. Lemarchand y K. Meech, eds., "Bioastronomy '99: A New Era in the Search for Life in the Universe", ASP Conference Series vol. 213 (2000),

- Memorias del Foro Latinoamericano de Presidentes de Comités Parlamentarios de Ciencia y Tecnología;  G.A. Lemarchand, editor,  Secretaría de Ciencia #\<prn\> Tecnología de la Nación, Cámara de Diputados de la Nación Argentina; Imprenta del Congreso Nacional, Buenos Aires (2005)URL: http://unesdoc.unesco.org/images/0015/001529/152933s.pdf

- Sistemas nacionales de ciencia, tecnología e innovación en América Latina y el Caribe, G.A. Lemarchand, editor, Estudios #\<prn\> documentos de política científica de ALC; v. 1, UNESCO, Montevideo (2010) URL: http://unesdoc.unesco.org/images/0018/001871/187122s.pdf

- National Science, technology and innovación systems in Latin America and the Caribbean, G.A. Lemarchand editor, Scince policy studies and documents in LAGO; v. 1, UNESCO, Montevideo (2010). URL: http://unesdoc.unesco.org/images/0018/001898/189823e.pdf

- Astrobiología: del big bang ha las civilizaciones, G. A. Lemarchand  & G. Tancredi eds., Tópicos especiales en ciencias básicas e ingeniería; v. 1,  UNESCO, Montevideo (2010). URL: http://unesdoc.unesco.org/images/0019/001903/190398s.pdf

- Ciencia para la paz #\<prn\>: el caso del Juramento Hipocrático para científicos, Lemarchand,G.A. editor, Estudios #\<prn\> documentos de política científica de ALC; v. 2, UNESCO, Montevideo (2010). URL: http://unesdoc.unesco.org/images/0018/001884/188400s.pdf

- ISTIC-UNESCO-WFEO Workshop se Ciencia, Engineering and Industry: Innovación for Sustainable Development;  by Bereciartua, Pablo J. y Lemarchand, Guillermo TIENE. (eds). UNESCO, Montevideo 2011. URL: http://unesdoc.unesco.org/images/0021/002110/211091e.pdf#nameddest=211115

- G. A. Lemarchand and S. Schneegans, eds. UNESCO (2013)GO-SPIN Country Profiles in Science, Technology and Innovation Policy, vol. 1.

United Nations Educational, Scientific and Cultural Organization: Paris. URL: http://unesdoc.unesco.org/images/0022/002247/224725e.pdf
- Mapping Research and Innovation in the Republic of Zimbabwe. G. A. Lemarchand and S. Schneegans, eds. UNESCO (2014) GO-SPIN Country Profiles in Science, Technology and Innovation Policy, vol. 2. United Nations Educational, Scientific and Cultural Organization: Paris. URL: http://unesdoc.unesco.org/images/0022/002288/228806e.pdf

- Mapping Research and Innovation in the Republic of Malawi. G. A. Lemarchand and S. Schneegans, eds. UNESCO (2014) GO-SPIN Country Profiles in Science, Technology and Innovation Policy, vol. 3. United Nations Educational, Scientific and Cultural Organization: Paris. URL: http://unesdoc.unesco.org/images/0022/002288/228807e.pdf

- Mapping Research and Innovation in the Republic of Rwanda. G. A. Lemarchand and A. Tash, eds. UNESCO (2015)GO-SPIN Country Profiles in Science, Technology and Innovation Policy, vol. 4. United Nations Educational, Scientific and Cultural Organization: Paris. URL: http://unesdoc.unesco.org/images/0023/002347/234736e.pdf

- Lemarchand, Guillermo A; Latin America: Argentina, Plurinational State of Bolivia, Brasil, Chile, Colombia, Costa Rica, Cuba, Dominican Republic, Ecuador, El Salvador, Guatemala, Honduras, México, Nicaragua, Panamá, Paraguay, Perú, Uruguay, Bolivarian Republic of Venezuela.UNESCO science report: towards 2030; Publ: 2015; p. 175-209. URL: http://unesdoc.unesco.org/images/0023/002354/235406e.pdf#nameddest=235452

- Mapping Research and Innovation in the State of Israel. E. Leck, G. A. Lemarchand and A. Tash, eds. UNESCO (2016)GO-SPIN Country Profiles in Science, Technology and Innovation Policy, vol. 5. United Nations Educational, Scientific and Cultural Organization: Paris. URL: http://unesdoc.unesco.org/images/0024/002440/244059e.pdf

- Relevamiento de la Investigación e Innovación en la República de Guatemala. G. A. Lemarchand, ed. UNESCO (2017) GO-SPIN Country Profiles in Science, Technology and Innovation Policy, vol. 6. United Nations Educational, Scientific and Cultural Organization: Paris. URL: http://unesdoc.unesco.org/images/0024/002480/248067s.pdf